# Margherita Turewicz Lafranchi
Margherita Turewicz Lafranchi (Stettino, 25 aprile 1961) è un'artista polacca naturalizzata svizzera.

## Biografia
Nata a Stettino, in Polonia, Margherita Turewicz Lafranchi tra il 1980 e il 1985 ha studiato presso l'Accademia di Belle Arti di Varsavia, dove si è diplomata con distinzione nel 1985, nell'atelier di Andrzej Dluzniewski e Henryk Wisniewski, grazie a una tesi su ritualità e cerimonie legate a festività. A metà degli anni '80 si è trasferita a Dornach (Svizzera), per approfondire a "Goetheanum" gli studi di filosofia. Il suo debutto artistico nel 1988 organizzato da Andrzej Bonarski in Galleria SARP a Varsavia (testo in catalogo Stanislaw Cichowicz) è stato un evento significativo in Polonia.
Le sue prime sculture esposte nel 1990 alla Dziekanka Gallery di Varsavia (oggi nella collezione della Pinakothek der Moderne di Monaco di Baviera) precedono tendenze della scultura contemporanea.
Negli anni novanta l‘artista ha ricevuto diverse borse di studio e residenze: in Austria (Collezione Lenz Schönberg), Spagna (Ministero di Cultura), Germania (studio di Rosemarie Trockel, Colonia), Polonia (con Marek Kijewski, Konstrukcja w Procesie, Lodz, Centro della Scultura Polacca, Oronsko), Svizzera (Artest, Museo Vela, Ligornetto). Nel 1994 ha sposato Fiorenzo Lafranchi, editore ed educatore svizzero e si è trasferita in Ticino (dove è nato il figlio Olek Mario Dada).
Tra il 2002 e il 2004 ha contribuito alle critiche semestrali nell'atelier di Peter Zumthor presso l'Accademia di Architettura di Mendrisio, mentre tra il 2009 e il 2011 ha fatto ricerca per il progetto “Arte come seduzione”, originariamente pensato come la tesi di PhD presso Walter Kugler, Social Sculpture Unit alla Brooks University in Oxford e finalizzato indipendentemente nella mostra “The Shell Collector”.
Nella sua arte spesso tratta in modo giocoso e ironico i concetti scientifici e filosofici attribuendo loro nuovi significati. Per le sue sculture usa in modo insolito diversi materiali industriali, ponendo l'accento sull'ambiguità, la mutevolezza fenomenologica e sul rapporto tra forma e sostanza. Infuse di richiami all'Arte Povera e alle ricerche dei minimalisti americani, le opere di Margherita Turewicz Lafranchi racchiudono riflessioni sulla società e sulla condizione umana.
Il suo sito ufficiale è https://www.turewicz.com/

## Esposizioni
Ha partecipato a numerose mostre individuali e collettive fra l‘altro a:
- Museo Nazionale, Szczecin
- Facultad de Bellas Artes, Madrid
- Zachęta – Narodowa Galeria Sztuki
- Museo d‘Arte, Turku, Finlandia
- Centro d‘Arte Contemporanea Zamek Ujazdowski[5], Varsavia
- Centro della Scultura Polacca, Oronsko
- NGBK, Berlin
- Museo Cantonale d‘Arte[6], Lugano
- Trinitatiskirche, Colonia
- Hangar Bicocca, Milano
- Pinacoteca Casa Rusca, Locarno
- Museo d‘Arte[7], Lugano
- Museo Nazionale Wilanow
- Art Stations, Poznan
- Masoviano Centro d‘Arte Contemporanea Elektrownia, Radom
- Salon Akademii, Accademia di Belle Arti[8], Varsavia
- Museo Vasarely, Budapest

Ha mostrato anche le sue opere nelle gallerie:
- BWA Szczecin
- BWA Bialystok
- BWA Lublin
- Dziekanka, Varsavia
- Zderzak[9], Cracovia
- Visarte, Locarno
- Zona Sztuki Aktualnej[10], Szczecin
- Propaganda[11], Varsavia,
- Daniele Agostini, Lugano.

Ha partecipato all‘ AVE Videofestival, Arnhem, Olanda, a diversi progetti con:
- Art for the World[12], Delhi,
- Bex & Arts, Bex, Svizzera
- Rassegna di arte pubblica, Morcote[13][14], Svizzera

## Collezioni
I suoi lavori sono nelle diverse collezioni, tra l‘altro di: Museo d‘Accademia delle Belle Arti (Varsavia), Collezione Bonarski, Centro d‘Arte Contemporanea Zamek Ujazdowski (Varsavia), Masoviano Centro d‘Arte Elektrownia, Radom, Museo d‘Arte della Svizzera Italiana (Lugano), Museo Nazionale Szczecin,  Museo Villa dei Cedri, Bellinzona, Pinakothek der Moderne (Monaco di Baviera), Galleria Nazionale d‘Arte Zacheta (Varsavia) e nelle molte collezioni private.